# Cephalocassis jatia
Cephalocassis jatia е вид лъчеперка от семейство Ariidae.

## Разпространение и местообитание
Видът е разпространен в Бангладеш, Индия (Западна Бенгалия) и Мианмар.
Обитава сладководни и полусолени басейни, морета и реки.